# Banisia pityos
Banisia pityos är en fjärilsart som beskrevs av Chu och Wang 1991. Banisia pityos ingår i släktet Banisia och familjen Thyrididae. Inga underarter finns listade i Catalogue of Life.